# Società di Sant'Anna
La Società di Sant'Anna, detta di Lucerna (in tedesco Generalleitung der St. Anna Schwestern, in inglese St. Ann Society), è una società di vita apostolica femminile di diritto pontificio: i membri di questa società pospongono al loro nome la sigla S.A.S.

## Storia
La congregazione fu fondata il 21 novembre 1909 a Lucerna dal sacerdote Wilhelm Meyer insieme con Emilia Dormann, che fu la superiora generale dell'istituto dalle origini al 1947.
Inizialmente la finalità della società era l'assistenza domiciliare alle partorienti, ma le attività furono ampliate con lo sviluppo dell'istituto: nel 1950 fu aperta una scuola per infermieri e nel 1965 una scuola per assistenti di comunità infantili.
La Santa Sede concesse il nulla osta per l'erezione della comunità in società di vita comune senza voti il 18 maggio 1956.
Nel 1927 le suore aprirono le loro prime missioni in India: il ramo indiano si sviluppò notevolmente e fu riconosciuto come società autonoma nel 2000.

## Attività e diffusione
Le suore operano in cliniche e scuole e si dedicano anche all'assistenza all'infanzia, agli anziani e a donne e bambini in difficoltà.
Oltre che in Svizzera e India, le suore (del ramo indiano) sono presenti in Tanzania; la sede generalizia del ramo svizzero è a Lucerna, quella del ramo indiano è a Secunderabad.
Alla fine del 2011 il ramo svizzero contava 79 membri e una sola casa, quello indiano 850 membri in 117 case.